# 柳ヶ瀬観光ビル
柳ヶ瀬観光ビル（やながせかんこうビル）は、岐阜県岐阜市柳ヶ瀬通7-4にある商業ビル。岐阜市の中心歓楽街である西柳ヶ瀬の一角にある。ヤナカンビルとも呼ばれる。

## 歴史
- 1971年（昭和46年） - 竣工。

## テナント

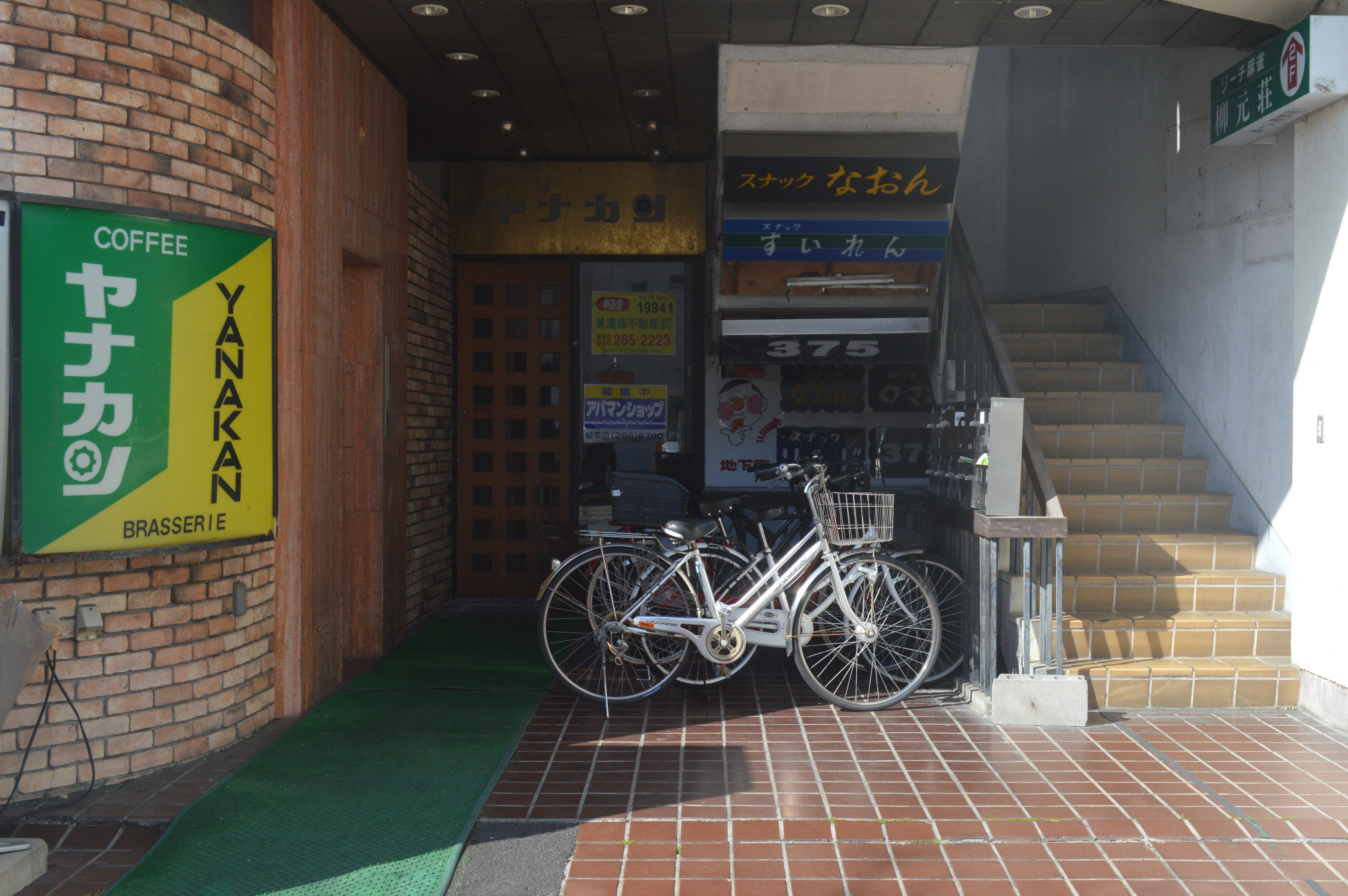
飲食店街

### 地下1階

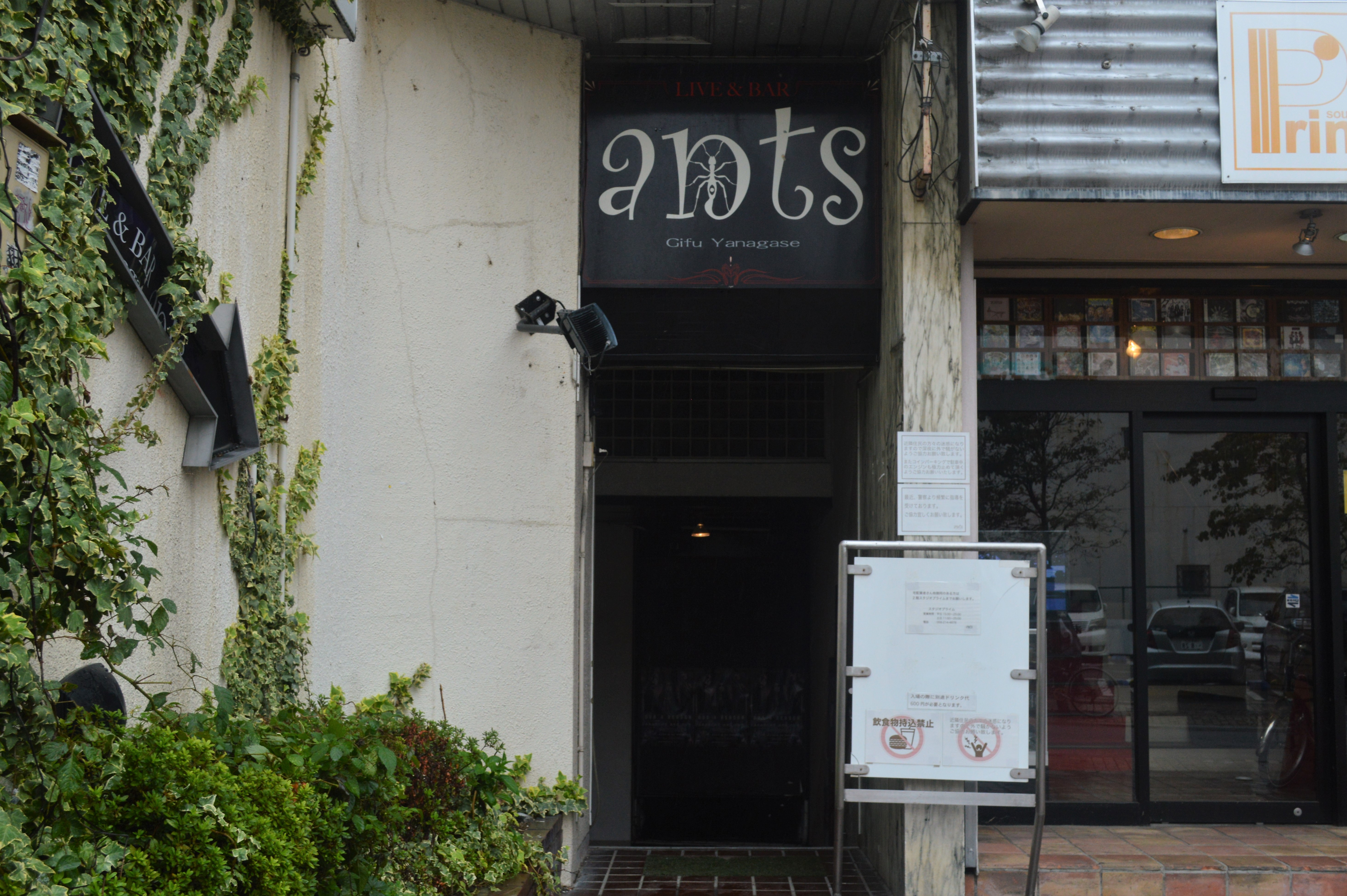
柳ヶ瀬ants
ライブハウス。柳ヶ瀬アンツとも表記される。2011年（平成23年）12月オープン。設立者はStab 4 ReasonのMASTER K。収容人数はスタンディング200人。2016年（平成28年）12月に照明をリニューアル。

### 1階
柳ヶ瀬劇場
柳ヶ瀬観光ビルが建つ前の1964年（昭和39年）からこの地にあった映画館。1995年（平成7年）閉館。岐阜タカシマヤとCINEXに挟まれた柳ヶ瀬の中心部には劇場通り（柳ヶ瀬劇場通り）があるが、通りの名称の劇場とは柳ヶ瀬劇場のことではない。
喫茶ヤナカン
喫茶レストラン。

### 2階
柳元荘
雀荘。

## アクセス
- JR東海道本線・高山本線 岐阜駅から約1.2km[3]。
- 名鉄名古屋本線・各務原線 名鉄岐阜駅から約1.2km。

## 周辺施設
- まさご座 - ストリップ劇場。建物の裏に隣接している。
- 朝日映画劇場 - 成人映画館。はす向かいにある。
- ホテルグランヴェール岐山 - 旧岐山荘。
- 岐阜中警察署西柳ヶ瀬交番